# Astarte
Az Astarte görög black metal/blackened death metal együttes volt. Csak nők alkották. Nevüket egy istennőről kapták.

## Története
1995-ben alakultak Athénban, Lloth néven. Az eredeti felállás a következő volt: Maria "Tristessa" Kolokouri - basszusgitár, gitár, billentyűk, Nemesis - gitár, Kinthia - ének, gitár. Hozzájuk csatlakozott az Invocation dobosa, Psychoslaughter, aki az első, 1997-es demójukon játszott. A demó még a Lloth név alatt jelent meg. Nem sokkal később felvették az Astarte nevet, a szexualitás istennője után. Első nagylemezük 1998-ban jelent meg a Black Lotus Records kiadónál, amelyet további kettő követett. Ezután tagcsere történt, Nemesis és Kinthia helyére Katharsis és Hybris kerültek. Ezzel  a felállással jelent meg negyedik és ötödik stúdióalbumuk, ezúttal az olasz Avantgarde Music kiadó gondozásában.
2013. december 30.-án Maria Kolokouri férje, Nick Maiis bejelentette, hogy felesége leukémiás lett. 2014. augusztus 9.-én Maiis bejelentette, hogy Maria ugyan túlélte a betegséget, de a komplikációk annyira súlyosak voltak, hogy rosszabbul lett, és nem valószínű, hogy megéri a másnapot. Nem sokkal később újabb bejegyzés érkezett, miszerint Maria elhunyt. Halála után az együttes feloszlott, mivel ő volt a zenekar egyetlen eredeti tagja és vezetője.
2014 szeptemberében az Astarte megmaradt tagjai újra összeálltak, és felvették az eredeti Lloth nevet. Hozzájuk csatlakozik néhány eredeti tag, és kiadnak egy új albumot, amely Tristessa emlékére és örökségére jelenik meg.

## Tagok
Utolsó felállás
- Derketa - billentyűk
- Nikos "Ice" Asimakis - dob
- Lycon - gitár (ideiglenesen), basszusgitár
- Hybris - gitár (2003-2014)

Korábbi tagok
- Nemesis - gitár (1995-2003)
- Kinthia - gitár, ének (1995-2003)
- Katharsis - billentyűk (2003-2008)
- Psychoslaughter - dob, basszusgitár  (1995-1997)
- Stelios Darakis - dob
- Stelios Mavromitis - gitár
- Nicolas Maiis (SIC) - ének
- Maria "Tristessa" Kolokouri - basszusgitár, gitár, billentyűk (1995-2014), ének (2003-2014; 2014 augusztusában elhunyt[3])

## Diszkográfia
Lloth néven
- Dancing in the Dark Lakes of Evil (1997)

Astarte néven
- Doomed Dark Years (1998)
- Rise From Within (2000)
- Quod superius sicut inferius (2002)
- Sirens (2004)
- Demonized (2007)